# SBS TV
SBS TV je jihokorejská bezplatná televizní stanice vlastněná a provozovaná společností Seoul Broadcasting System. Bylo zahájeno 9. prosince 1991.